# Caucons
Els caucons (en grec antic: Καύκωνες) van ser un antic poble que Homer esmenta en la Ilíada juntament amb els lèleges i els pelasgs com a aliats dels Troians. Al cant XX són a punt d'entrar en combat contra els grecs.
Segons Estrabó, un grup de caucons haurien poblat Trifília, prop de Messènia, i també els relaciona amb un riu anomenat Caucó, a l'Acaia, prop de la ciutat de Dime. També diu que uns grups de caucons vivien a l'Arcàdia, i que d'allí van emigrar a Lícia. Pausànias parla de la tomba d'un tal Caucó, situada a Lèpreon. Heròdot diu que els mínies els van expulsar de Trifília, i parla també d'uns caucons de Pilos que van emigrar a Jònia.
Estrabó també diu que vivien a la costa de l'Euxí, entre Bitínia i Paflagònia, al costat dels mariandins, i la seva capital era Tèon. Es discutia si el seu origen era macedoni, escita o pelasg, i que en la seva època ja havien desaparegut.
A l'Odissea hi ha una breu referència, quan Atena, sota l'aparença de Mèntor, diu a Nèstor que anirà a cobrar un deute als caucons.